# 2018年伊朗庞巴迪挑战者坠毁事故
2018年伊朗庞巴迪挑战者坠毁事故是指一架庞巴迪公司生产的庞巴迪挑战者604型喷气机于该年3月11日在伊朗札格罗斯山脉坠毁的事故。机上8名乘客和3名机组人员全部死亡。

## 事故过程

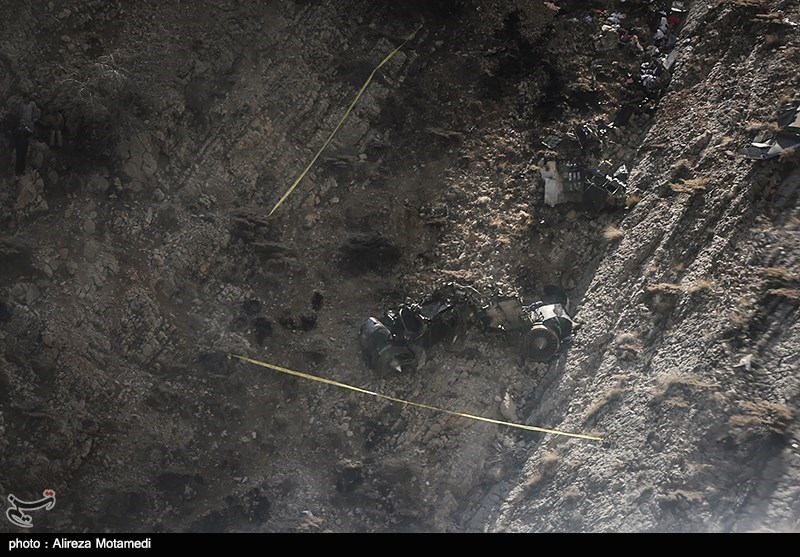
涉事飞机残骸

本次事故中的庞巴迪喷气式客机注册编号维TC-TRB，于当地时间17:11从阿联酋沙迦国际机场起飞，预定飞往土耳其伊斯坦布尔阿塔图尔克机场。机长曾在土耳其航空工作，副机师曾从事军事飞行，也是土耳其武装力量第一批女性飞行员之一。飞机达到35,000英尺（11,000米）的巡航高度。机组乘员于伊朗时间18:01许报告技术问题，要求空中交通管制净空空域，并下降至更低的高度。18:09左右，飞机在德黑兰以南约370千米的札格罗斯山脉坠毁。机上无人生还。目击者称飞机撞山前起火。

## 遇害者相关
飞机上的8名乘客系从迪拜的单身派对上返回土耳其，其中包括运营飞机的Başaran Holding公司老板的女儿以及公司董事会的成员。

## 搜救行动
当地村民最先赶到事发现场，看到飞机残骸散发出的一团烟雾。随后救援队赶到现场，发掘出10具遗体。由于天气恶劣，搜救工作进行缓慢。仍有1具遗体没被找到。土耳其派出部队支援救援。被搜救出的遗体需进行基因检测。完成识别后，土耳其军队用直升机把10具遗体运回伊斯坦布尔，移交给遇难者家属。伊朗法医组织声称在屍袋中没有机长的遗体。

## 事后调查
事故发生后，飞机上的两个飞行记录仪被找到以进一步分析。2018年9月，伊朗当局有关部门发布了初步的调查报告。报告称飞机在飞抵巡航高度前显示给两名飞行员的航速数据不一致，其中一人看到的航速超出了安全速度。之后，飞行员稍作减速，不久后自动震杆器被启动。飞机稍后进入失速状态，疾速下降，发动机熄火。飞行员最终没能控制住飞机，任其撞山。